# Pass of Drumochter
Der Pass of Drumochter (auch Druimuachdar Summit) ist ein Gebirgspass in den schottischen Highlands an der Grenze zwischen den Council Areas Perth and Kinross und Highland. Sein gälischer Name Bealach Druim Uachdair kann in etwa mit Pass des hohen Grats übersetzt werden. Er liegt auf einer Höhe von 462 m (Straße) bzw. 452 m (Eisenbahn) am westlichen Rand der Cairngorms. Über den Pass verlaufen mit der A9 und der Highland Main Line die wichtigsten Nord-Süd-Verbindungen auf Straße und Schiene zwischen den nördlichen Highlands und den Central Lowlands. Er stellt damit den wichtigsten Übergang über die Grampian Mountains dar, die sich beidseits des Passes mit mehreren Munros auf über 1000 m erheben. Der Pass selbst wird durch zwei markante, westlich liegende Berge eingerahmt, der Meall an Dobharchain (The Sow of Atholl) mit 803 m Höhe und der An Torc (The Boar of Badenoch) mit 736 m Höhe.

## Geschichte
Wege über den Pass of Drumochter bestanden seit alters her, waren aber nur zu Fuß oder auf dem Pferderücken passierbar. Nach dem gescheiterten Aufstand der Jakobiten von 1715 („The Fifteen“) ließ die britische Regierung durch General George Wade ein dichtes Netz an Militärstraßen und Garnisonen in den Highlands als Vorsorge gegen erneute Aufstände und Rebellionen anlegen. Als Teil dieses Netzes entstand zwischen 1728 und 1730 auch eine Militärstraße zwischen Dunkeld und Inverness über den Pass of Drumochter. Die heutige A9 folgt weitgehend dem Verlauf der alten Militärstraße, wurde jedoch in den 1970er Jahren umfassend ausgebaut und teils abweichend neutrassiert. Auf dem Pass erreicht sie eine maximale Höhe von 462 Metern, da sie etwas oberhalb des Talgrunds verläuft.
1863 stellte die Highland Railway die Highland Main Line fertig, die den Pass auf 452 Meter Höhe quert und damit den höchsten Punkt im normalspurigen britischen Eisenbahnnetz erreicht. Lediglich die schmalspurige Snowdon Mountain Railway auf den Snowdon in Wales erreicht eine größere Höhe. Ende der 1890er Jahre begann die Highland Railway mit dem zweigleisigen Ausbau der Passstrecke zwischen Blair Atholl und Dalwhinnie, der um 1900 fertiggestellt wurde. 1966 baute British Railways die Strecke im Zuge der Beeching-Axt eingleisig zurück, was jedoch aufgrund der entstehenden betrieblichen Probleme bereits 1978 wieder rückgängig gemacht wurde.

## Verkehr
Mit der A9 und der Highland Main Line besitzt der Pass of Drumochter eine hohe verkehrliche Bedeutung. Die teils autobahnähnlich ausgebaute A9 stellt die wichtigste Nord-Süd-Straßenverbindung nördlich des Central Belt dar. Über sie wird Inverness, die größte Stadt der Highlands, erreicht. Analog ist die Highland Main Line die wichtigste Bahnverbindung nach Inverness. Über sie verläuft die einzige durchgehende Eisenbahnverbindung bis in den Norden Schottlands.
Zwischen der A93 über den Cairnwell Pass und der A82 durch Rannoch Moor und Glen Coe stellt der Pass of Drumochter auf gut 100 Kilometern die einzige Straßenverbindung über die Grampians dar. Die West Highland Line als einzige westlich liegende parallele Bahnstrecke zur Highland Main Line verläuft nicht durchgehend nach Norden. Im Osten wäre auf der Schiene ein erheblicher Umweg entlang der schottischen Ostküste über Aberdeen erforderlich. Im Winter führen sowohl auf der A9 wie auf der Bahnstrecke Schneeverwehungen immer wieder zu Problemen und Sperrungen.
Über den Pass verläuft die NCN Route 7 des britischen National Cycle Network (NCN). Eine Hochspannungsleitung nutzt den Pass ebenfalls.

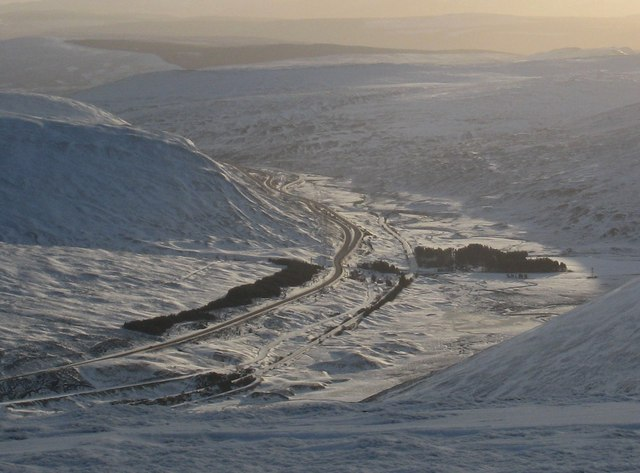
Blick vom nordwestlich liegenden A’ Mharconaich (975 m) auf den Pass of Drumochter
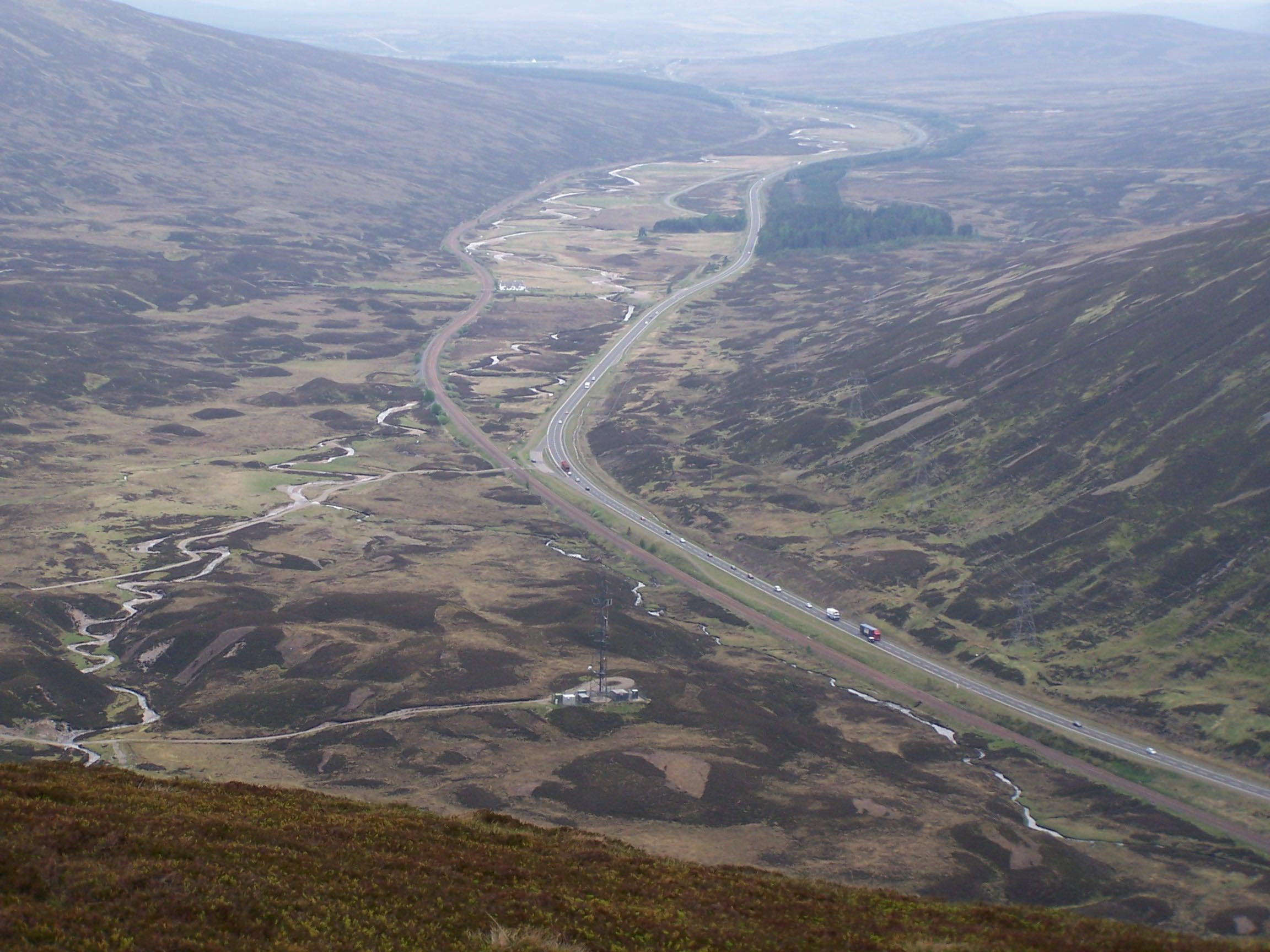
Blick vom An Torc nach Norden auf den Pass of Drumochter
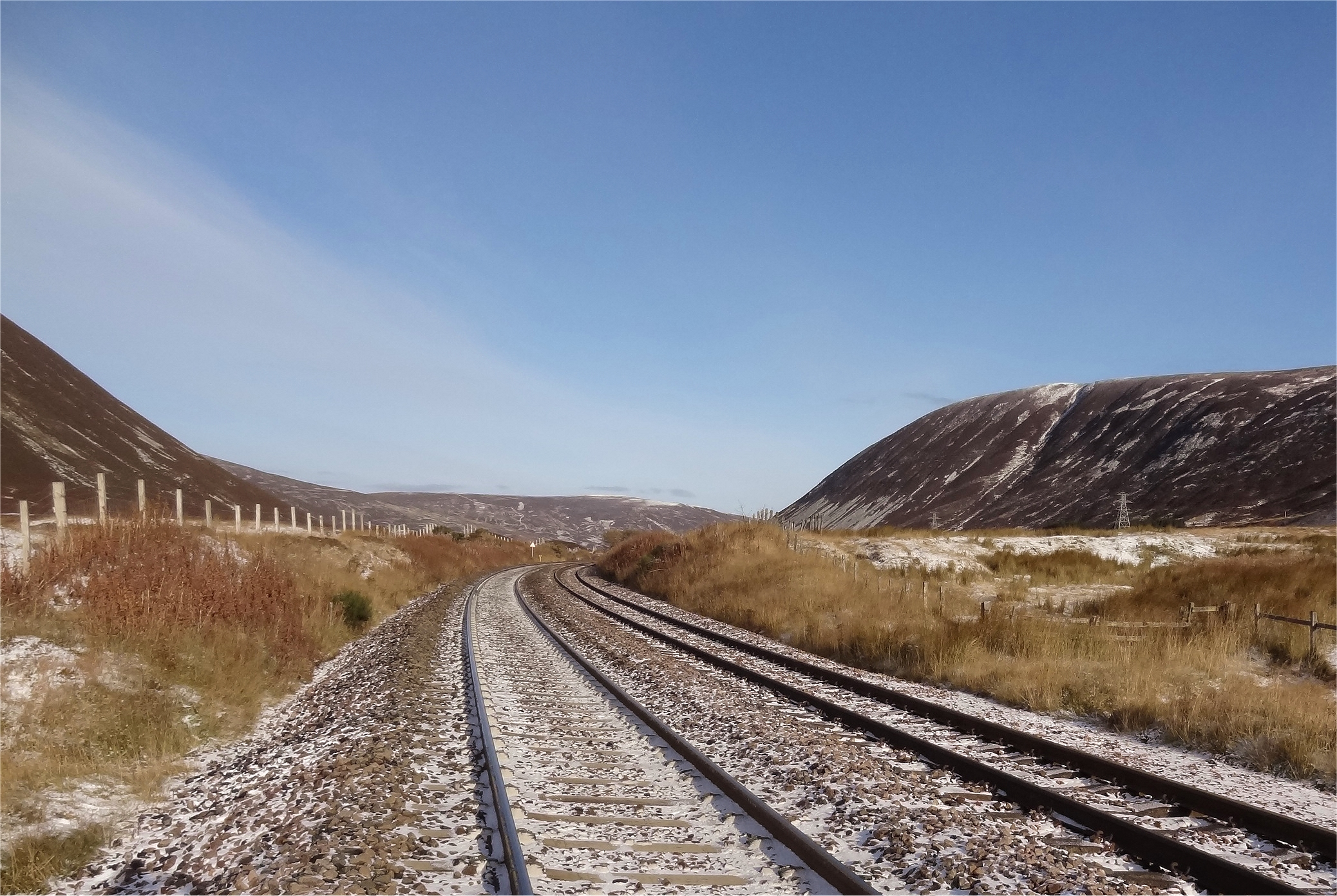
Die Highland Main Line auf der Passhöhe
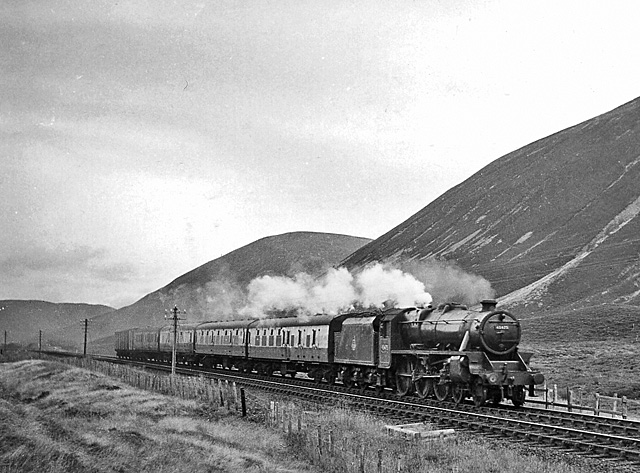
Ein Personenzug von Perth nach Inverness auf der Passhöhe im Jahr 1957
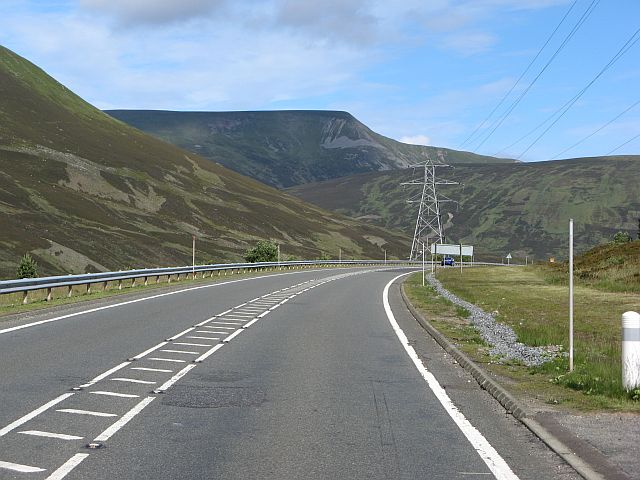
Die A9 auf der Passhöhe, im Hintergrund der A’ Mharconaich
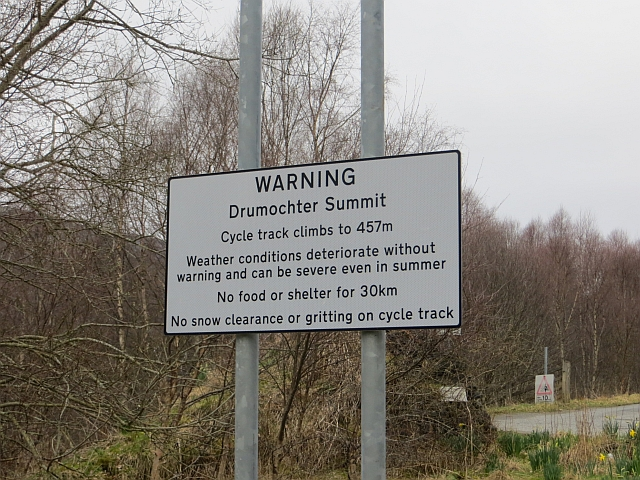
Warnschild vor der Passstrecke auf der NCN Route 7